# Magnolia henryi
Espèce
Synonymes
- Lirianthe  henryi (Dunn) N.H. Xia & C.Y. Wu
- Manglietia wangii Hu
- Talauma kerrii Craib

Statut de conservation UICN

 DD  : Données insuffisantes
Magnolia henryi est une espèce de plantes à fleurs de la famille des Magnoliaceae. C'est un arbre trouvé en Asie.

## Description
C'est un arbre.

## Répartition et habitat
On trouve l'espèce en Birmanie, en Chine, au Laos et en Thaïlande. Elle est menacée par la disparition de son habitat.